# 纽约证券交易所无对冲黄金股票指数
纽约证券交易所无对冲黄金股票指数（英語：The NYSE Arca Gold BUGS Index）是经修正的等权重美元加权指数，该指数由黄金开采公司组成。BUGS 是“无对冲黄金股票指数”的缩写。该指数的股票代码为“HUI”。

## 简介
市场上最受关注的黄金指数为纽约证券交易所无对冲黄金指数（HUI指数）和费城黄金与白银指数（XAU指数）。这两种指数的主要区别在于，HUI指数只纳入黄金生产商的股票，XAU指数则同时纳入黄金与白银生产商。该指数的设计初衷是纳入那些不对冲超过1.5年黄金产量的公司，为他们提供短期金价走势的风险预警。

## 发展
HUI指数的基准值为1996年3月15日的200.00点。纽约证券交易所无对冲黄金股票指数由15家规模最大和持股最多的已上市黄金开采公司组成。2000年冬季该指数触底后，HUI指数已上涨了约1600% ，是十年间表现最好的美股板块。

## 成分股
| 公司名称               | 股票代码     | 加权   |
| ---------------------- | ------------ | ------ |
| 纽蒙特黄金公司         | NYSE：NEM    | 16.45% |
| 巴里克黃金公司         | NYSE：ABX    | 13.83% |
| 金公司                 | NYSE：GG     | 11.36% |
| 阿格尼科鹰             | NYSE：AEM    | 3.86%  |
| 兰德黄金资源公司       | NASDAQ：GOLD | 3.80%  |
| 金罗斯黄金             | NYSE：KGC    | 3.77%  |
| 安格鲁阿散蒂黄金公司   | NYSE：AU     | 4.08%  |
| 金矿公司               | NYSE：GFI    | 3.95%  |
| 米纳斯布埃纳文图拉公司 | NYSE：BVN    | 4.73%  |
| 西班耶-斯蒂尔沃特      | NYSE：SBGL   | 3.37%  |
| 艾姆戈尔德             | NYSE：IAG    | 3.75%  |
| 柯克兰湖黄金           | NYSE：KL     | 4.66%  |
| Yamana黄金             | NYSE：AUY    | 4.16%  |
| New Gold公司           | AMEX：NGD    | 3.28%  |
| Alamos黄金公司         | NYSE：AGI    | 3.62%  |
| Osisko黄金特许权公司   | NYSE：OR     | 3.68%  |
| Hecla矿业              | NYSE：HL     | 4.14%  |
| 埃尔拉多黄金           | NYSE：EGO    | 3.49%  |

1. ↑  The weightings above are updated infrequently. See NYSE Arca Gold BUGS Index Closing Index Composition for the current composition weighting.

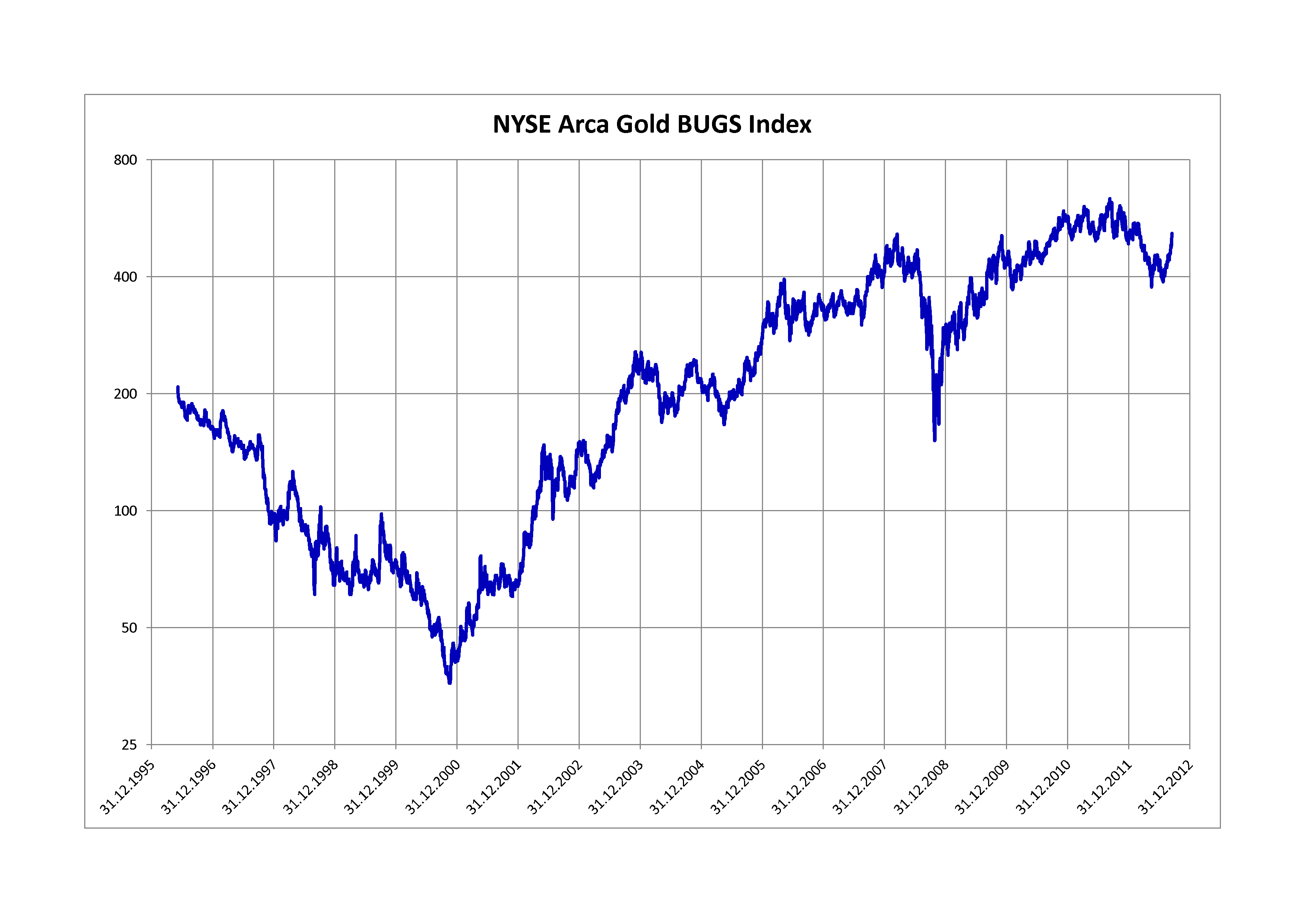
1996-2012年无对冲黄金股票指数的运行图

该指数会在每年3月、6月、9月、12月的第三个星期五股票交易结束后进行调整，以确保每只成分股在指数中的权重符合其分配的比例。

## HUI黄金比率
HUI黄金比率是比较HUI指数和黄金价格之间关系的指标。HUI黄金比率的计算方式：HUI指数的值除以黄金价格。
投资者使用HUI黄金比率来对比黄金股票与黄金价格。